# قمة الهبوط

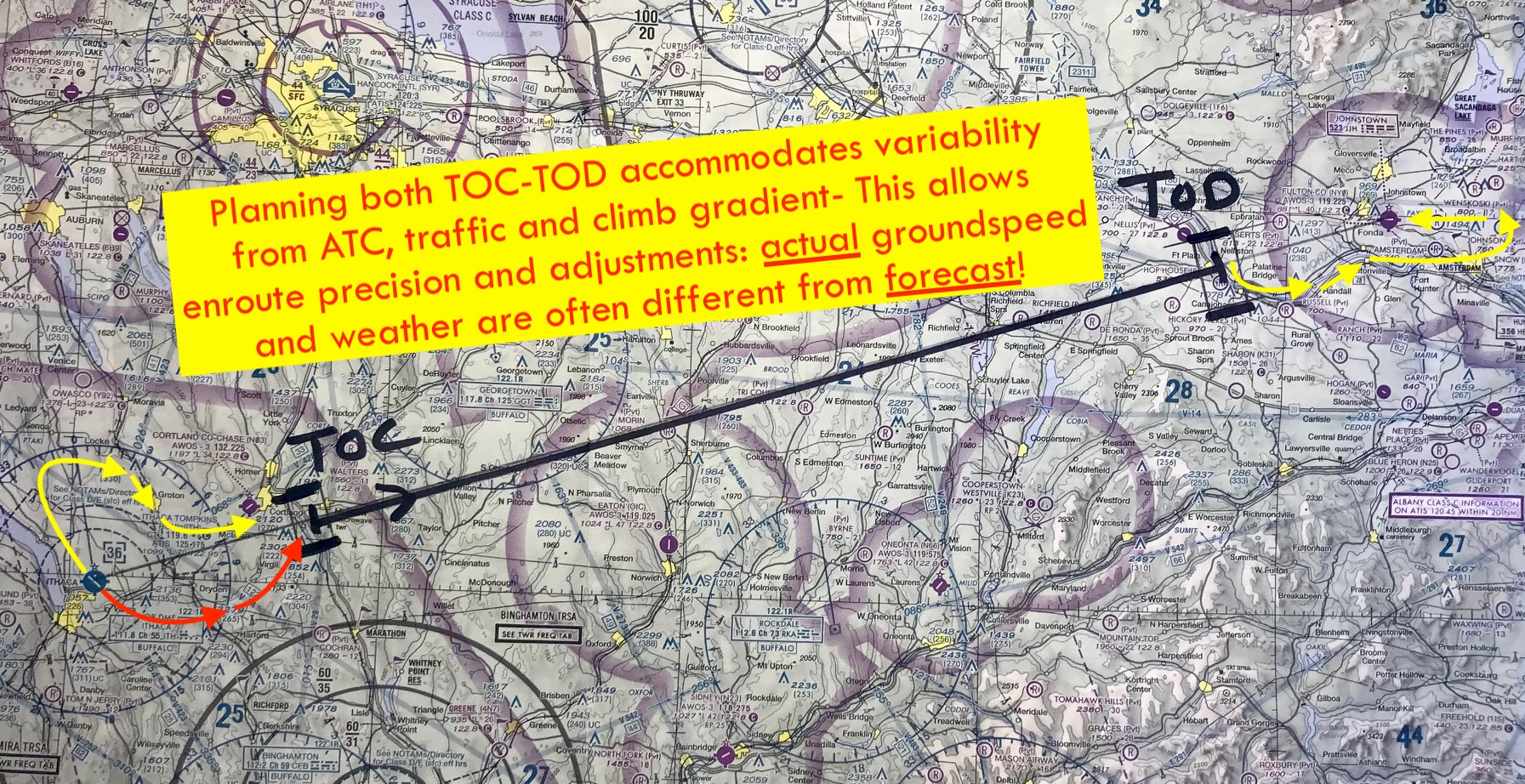
يسمح التخطيط المسبق لـ TOC بالدقة في الطريق على الرغم من التباين في نواقل ATC

في مجال الطيران، يُشار إلى قمة الهبوط (top of descent)، والتي يشار إليها أيضًا باسم (TOD) أو (T/D)، وهي الانتقال المحسوب للرحلة من مرحلة العبور إلى مرحلة الهبوط، أو النقطة التي يبدأ عندها الهبوط المخطط إلى الاقتراب النهائي من الارتفاع. عادةً ما يتم حساب قمة الهبوط عن طريق نظام إدارة الطيران على متن الطائرة، وهو مصمم لتوفير أكثر النسب اقتصادا للاقتراب من الارتفاع، أو لتحقيق بعض الأهداف الأخرى (أسرع هبوط، أكبر مدى، إلخ. ).
يمكن حساب قمة الهبوط يدويًا طالما أن المسافة والسرعة الجوية والارتفاع الحالي معروفة. يمكن القيام بذلك عن طريق إيجاد الفرق بين الارتفاع الحالي والارتفاع المطلوب، وتقسيم النتيجة على معدل الهبوط المطلوب، ثم ضرب هذا الرقم في حاصل قسمة سرعة الأرض (وليس السرعة الجوية) و 60. ((C-T)/RoD)*(KGS/60)=TOD. تحدد النتيجة إلى أي مدى يجب أن تبدأ المسافة من نزول الوجهة.